# Monba
Los monba (chino: 门巴族; pinyin: ménbà zú) son un grupo étnico que habita en la región india de Arunachal Pradesh, Tíbet y Bután. Conforman una de las 56 minorías oficialmente reconocidas por el gobierno de la República Popular China.

## Idioma
El idioma monba pertenece a la rama de lenguas tibetano-birmanas, de la familia de las lenguas sino-tibetanas. Para escribir utiliza los caracteres del idioma tibetano.
El idioma monba tiene diversos dialectos muy diferentes entre sí, por lo que los monba suelen comunicarse utilizando el tibetano. El monba se divide en seis subgrupos debido a las variaciones en el lenguaje. Estos son:
- Tawang Monpa
- Dirang Monpa
- Lish Monpa
- Bhut Monpa
- Kalaktang Monpa
- Panchen Monpa

## Historia
Evidencias arqueológicas demuestran que los monba son aborígenes de la zona y que pertenecieron al reino conocido como Monyul o Lhomon que existió desde el año 500 a d. C. hasta 600. Este reino fue gobernado por los entonces nómadas monba.
Se cree que el reino monyul se extendía desde la actual Tawand hasta el oeste de Bengala, Assam y las llanuras del Himalaya. Tras la caída de Nomnyul, los monba quedaron bajo el gobierno de los tibetanos durante varios años. 
Hasta 1959 los monba eran sirvientes de los tibetanos y carecían de libertades. Tenían que solicitar permiso incluso para realizar algún viaje. Durante 108 días al año su trabajo no era remunerado ya que se consideraba un tributo a los jefes tibetanos locales.

## Cultura
Los monba son la única minoría étnica en China que practica "entierros" en el agua. Para ello, se descuartiza el cadáver en 108 pedazos antes de arrojarlo al río. Los tibetanos consideran que este es un tipo de funeral menor y sólo lo utilizan para leprosos y niños.
También se practica el funeral al aire libre consistente en dejar el cadáver a la intemperie para que sea devorado por los cuervos. Para los tibetanos, estos pájaros ayudan a elevar el alma del difunto hasta un nivel superior.
La sociedad tradicional de los monba está administrada por un consejo, formado por seis ministros, conocido como Trukdri. Los miembros de este consejo reciben el nombre de Kenpo. Los lamas tienen también una posición de respeto.

## Religión
Los monba son mayoritariamente fieles al budismo tibetano de la secta Gelupa, aunque también existen grupos de seguidos de la religión bön y del animismo. En cada casa se pueden encontrar pequeños altares budistas con estatuas de Buda a las que se realizan ofrendas de agua.
La creencia en la transmigración del alma y la reencarnación está muy extendida. Son muchos los jóvenes que ingresan en los monasterios y que crecen como monjes.
Para los monba que practican el animismo, cualquier tipo de enfermedad o contratiempo la provocan los demonios. Para calmar a las fuerzas del mal, los monba sacrifican sus animales más valiosos. Creen también que algunos humanos son demonios reencarnados. Si alguien se casa con un miembro de una familia de demonios se convierte también en uno de ellos.